# NGC 6027a
NGC 6027a és una galàxia espiral que és part del Sextet de Seyfert, un grup compacte de galàxies, el qual s'hi troba a la constel·lació del Serpent. En longituds d'ona òptiques, té una semblança forta a Messier 104, la galàxia del Sombrero, amb qui comparteix una orientació gairebé equivalent als observadors de la Terra.